# Moments In Time: The Essential Negram Collection
Moments In Time: The Essential Negram Collection is een compilatiealbum naar aanleiding van het 40-jarig jubileum van BZN.
De naam Negram is de naam van de toenmalige Nederlandse platenmaatschappij, eigendom van Bovema NV wat later de Nederlandse afdeling van EMI werd (thans onderdeel van Universal Music). BZN nam in de periode tussen 1966 en 1977 hun platen hier op.
In de Album Top 100 kwam het in 2005 op de 29e positie.

## Tracklist
Tenzij anders vermeld zijn de nummers geschreven door Thomas Tol en Jan Tuijp.
Cd 1
1. I don't want to give myself (C. Tol / E. Woestenburg / J. Tuijp)
2. Maybe someday (C. Tol / E. Woestenburg / J. Tuijp)
3. Something you've got baby (Kenner)
4. Tommy (oorspronkelijk door P. Townshend; Jingle voor Radio Veronica DJ Tom Collins)
5. Rock and roll woman (Th. Tol / C. Tol / J. Tuijp)
6. Just fancy (Th. Tol / C. Tol / J. Tuijp)
7. Bad bad woman
8. Sir John
9. The bastard
10. Dizzy Miss Lizzy (L. Williams)
11. The man in the wood
12. Delirium
13. Second autumn (Th. Tol / C. Tol / J. Tuijp)
14. She's back again (Th. Tol / C. Tol / J. Tuijp)
15. Wilhelmus (traditioneel arrangement: BZN)
16. I can't see
17. The train
18. Riding on
19. Superman
20. Rolling around the band (Benjamino)
21. Sweet silver Anny (Ricardo)
22. Searching
23. Barber's rock (oorspronkelijk van Rossini)
24. Home where I'm going (Ricardo)

Cd 2
1. Love me like a lion (Ricardo)
2. Walk walk
3. Goodbye Sue
4. Mr. Morning
5. Djadja
6. Dark of the night
7. Mon amour (Th. Tol / J. Keizer)
8. Memories
9. Don't say goodbye (Th. Tol / J. Tuijp / C. Tol / J. Keizer)
10. Joan of Arc (Th. Tol / J. Keizer / J. Tuijp / J. Veerman / C. Tol)
11. Sevilla (Th. Tol / J. Tuijp / C. Tol)
12. Only to you (Th. Tol / J. Tuijp / C. Tol)
13. A barroom in the night (Th. Tol / J. Tuijp / C. Tol)
14. In my heart (Th. Tol / J. Tuijp / C. Tol)
15. Montmartre (Th. Tol / J. Tuijp / C. Tol)
16. Dreamin' (Th. Tol / J. Tuijp / C. Tol)
17. My illusion (Th. Tol / J. Tuijp / C. Tol)
18. Reggae, reggae (Th. Tol / J. Tuijp / C. Tol)
19. L'adieu (Th. Tol / C. Tol / J. Keizer)
20. L'important c'est la rose (Bécaud / Delanoë (Miscredited] / Louis Adame (Uncredited); Speciaal opgenomen in 1977 voor het compilatie-album met verschillende artiesten Land Zonder Drempels (Negram 5C 050-25673))
21. Mon amour (Th. Tol / J. Keizer; Engelse versie)

Dvd
1. Something you've got baby (Kenner)
2. Maybe someday (C. Tol / E. Woestenburg / J. Tuijp)
3. Rolling around the band (Benjamino)
4. Love me like a lion (Ricardo)
5. Goodbye Sue
6. Djadja
7. Mon amour (Th. Tol / J. Keizer)
8. Memories
9. Don't say goodbye (Th. Tol / J. Tuijp / C. Tol / J. Keizer)
10. Sevilla (Th. Tol / J. Tuijp / C. Tol)
11. Mon amour (Th. Tol / J. Keizer; Engelse versie)
12. Mon amour (Th. Tol / J. Keizer)